# Scopula mollis
Scopula mollis är en fjärilsart som beskrevs av W. Warren 1896. Scopula mollis ingår i släktet Scopula och familjen mätare. Inga underarter finns listade.